# Lamberto Loria
Pour les articles homonymes, voir Loria.
Lamberto Loria, né le 12 février 1855 à Alexandrie (Empire ottoman) et mort le 4 avril 1913 à Rome (Italie) est un ethnographe, naturaliste et explorateur italien.

## Biographie
Lamberto Loria poursuit des études de mathématiques à l'université de Pise dont il sort diplômé et se rapproche de la Société d'anthropologie et d'ethnologie fondée à Florence en 1870 par Paolo Mantegazza, dont il se passionne pour les travaux.
Son premier voyage le transporte jusqu'en Laponie et au Turkestan. Il demeure pendant sept ans au total en Papouasie, où il visite notamment les îles Trobriand. Il effectue son dernier voyage, d'une durée relativement courte, en 1905 en Érythrée italienne.
Il rassemble quantité de collections ethnographiques, zoologiques, entomologiques, etc. qui sont recueillies par les principaux musées d'histoire naturelle ou ethnographiques italiens, dont le muséum de Gênes, le muséum national de Préhistoire et d'ethnographie de Rome, ou le Musée national d'anthropologie et d'ethnologie de Florence. Ces collections sont étudiées par les savants de ces musées. Il ne publie qu'un petit nombre d'écrits, dont des notes et un journal de voyage tenu pendant son séjour en Papouasie en grande partie inédits.
À son retour en Italie, il décide de se dédier avec le professeur Aldobrandini Mochi à la récolte d'objets populaires italiens, à la lumière d'un point de vue théorique évolutionniste qui estimait que les classes inférieures de la société italienne étaient proches des sociétés primitives, en considération de leur culture et de leur mode de vie. Les deux amis fondent le musée d'ethnographie italienne de Florence en 1906 dont les collections sont transférées à Rome à l'invitation de Ferdinando Martini au moment des célébrations du cinquantenaire de l'unité italienne (1911), en vue d'une exposition ethnographique.
Tous ces objets constituent la matrice de l'actuel musée national des arts et traditions populaires de Rome.